# تشارلز جاكسون (لاعب كرة قدم أمريكية)
تشارلز جاكسون (بالإنجليزية: Charles Jackson)‏ هو لاعب كرة قدم أمريكية أمريكي، ولد في 22 مارس 1955 في لوس أنجلوس في الولايات المتحدة.

## وصلات خارجية
- تشارلز جاكسون على موقع مرجع كرة القدم المحترفة.كوم (الإنجليزية)